# Gobelet André Falquet

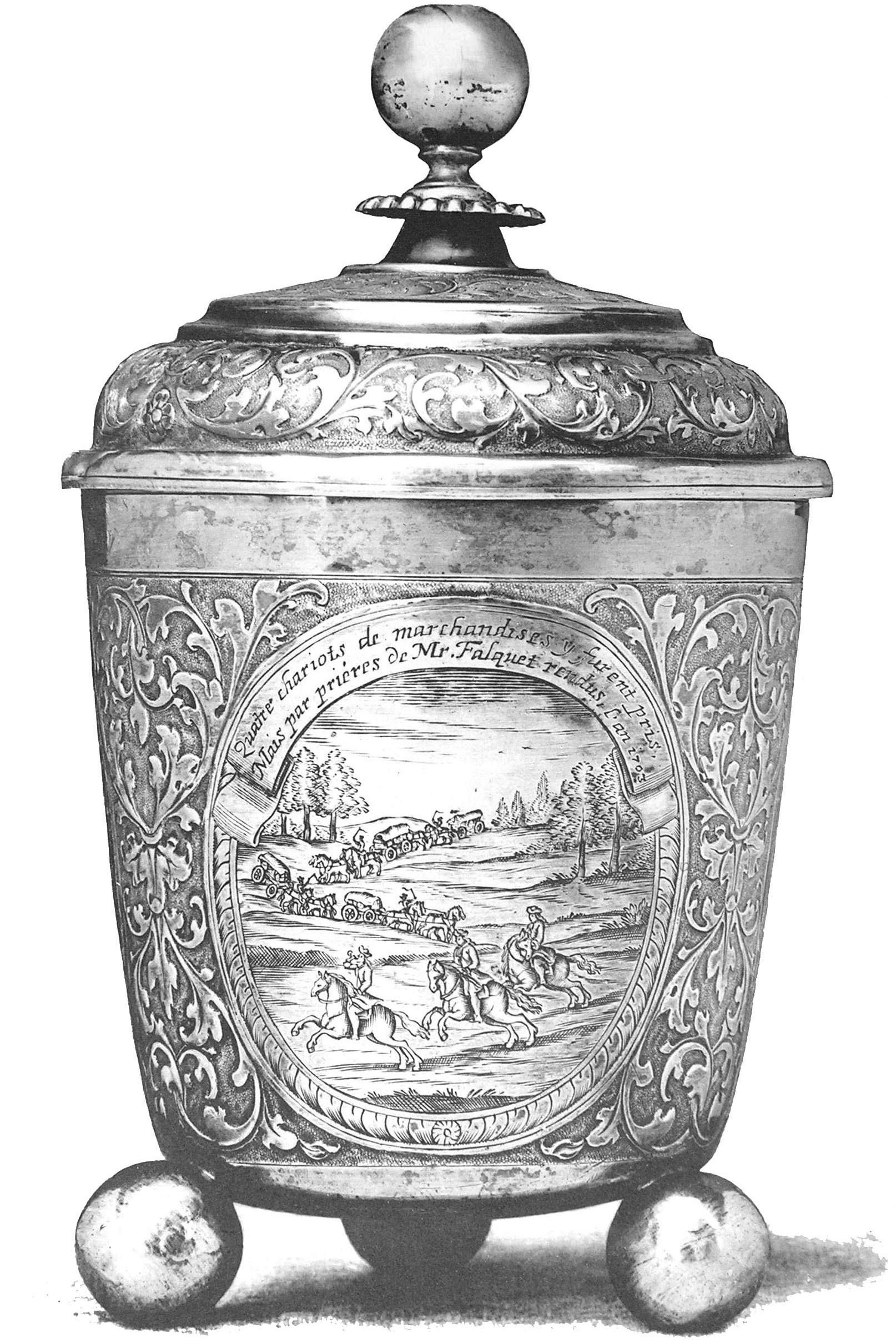
Gobelet d'André Falquet, Seite 1,.

Der Gobelet André Falquet ist ein im 18. Jahrhundert von Johann Matthäus Rehm aus Augsburg für den Schweizer Kaufmann André Falquet geschaffener Gobelet (vergoldeter Silberbecher), der unter der Inventarnummer G 834 in der Maison Tavel (Musées d'Art et d'Histoire Génève) in Genf aufbewahrt wird.

## Beschreibung
Der Durchmesser am oberen Rand beträgt 12 Zentimeter, wobei der Becher auf drei angelöteten Kugeln steht, die den Becher um circa zwei Zentimeter emporheben. Die Aussenseite des Bechers ist mit Gravierungen verziert. Dies sind schön gezeichnete und ausgefeilte arabeske Ornamente. Drei ovale Medaillons zeigen verschiedene Sujets und sind mit Bildunterschriften versehen zur untenstehenden Geschichte. Weiterer Text und zwei Wappen finden sich auf der Unterseite des Bechers; es sind diejenigen André Falquets und der Stadt Augsburg. Ein Deckel vollendet das Stück. Er besteht aus einem unverzierten Schliessrand und einem viertelsrunden verzierten Rand; durch ein fast flaches Zwischenstück abgetrennt, erhebt sich davon ein Kegel mit Krönchen und zuoberst einer Kugel. Der Becher besteht aus vergoldetem Silber. Ausser an den Füssen, und den Medaillons ist die Vergoldung vollständig. Die Gesamthöhe des Bechers beträgt 22 Zentimeter, er wiegt 552 Gramm.
|  |  |  |
|  |  |  |

## Geschichte
Der Gobelet ist eine Anerkennungsgabe an den Genfer Bürger und nachmaligen Adligen André Falquet. Er wurde ihm 1703 in den Wirren des Spanischen Erbfolgekriegs von der Stadt Augsburg verliehen. Grund dafür war ein Bittgang André Falquets – der des Französischen mächtig war – zum Marschall Claude-Louis-Hector de Villars, der dazumal die französischen Truppen in Bayern befehligte. André Falquet hatte den Auftrag, vier reich beladene, vom (französischen) Kommandanten von Bayern in Donauwörth beschlagnahmte Wagen mit Handelswaren freizulösen. Diese waren ohne gültige Frachtpapiere von Nürnberg nach Augsburg unterwegs gewesen. André Falquet gelang dies und wurde dafür von der Bürgerschaft Augsburg mit dem Gobelet geehrt.

## Empfänger
Der Empfänger des Kunstgegenstandes, André Falquet, war Kaufmann in Genf. Er wurde 1687 geboren und starb 1755. Für die Lieferung von kriegswichtigen Gütern an die kaiserliche Armee im Spanischen Erbfolgekrieg wurde er im Jahre 1725 von Karl VI. geadelt.

## Besitzer
Der Gobelet wurde im Jahre 1815 von "den Genfern" an "die Waadtländer" geschenkt.
Im November 1894 wurde er mit Hilfe einer besonderen Spendenaktion (frz. souscription particulière) vom Genfer Musée Fol akquiriert, bevor er 1899 vom Musée Fol ans Musées d'Art et d'Histoire transferiert wurde.

## Urheber
Der Künstler, der diesen Kunstgegenstand schuf, hiess Jean-Mathieu Rehm (oder Hans-Matthias Rehm) und stammte aus Augsburg. Ein Analogon zum Gobelet André Falquet war noch am Anfang des 20. Jahrhunderts im Nationalmuseum in Budapest ausgestellt; sein momentaner Verbleib ist unbekannt.